# Liste der Baudenkmale in Zeven
In der Liste der Baudenkmale in Zeven sind alle Baudenkmale der niedersächsischen Gemeinde Zeven aufgelistet. Die Quelle der Baudenkmale ist der Denkmalatlas Niedersachsen. Der Stand der Liste ist der 22. Oktober 2020.

## Allgemein
In den Spalten befinden sich folgende Informationen:
- Lage: die Adresse des Baudenkmales und die geographischen Koordinaten. Kartenansicht, um Koordinaten zu setzen. In der Kartenansicht sind Baudenkmale ohne Koordinaten mit einem roten Marker dargestellt und können in der Karte gesetzt werden. Baudenkmale ohne Bild sind mit einem blauen Marker gekennzeichnet, Baudenkmale mit Bild mit einem grünen Marker.
- Bezeichnung: Bezeichnung des Baudenkmales
- Beschreibung: die Beschreibung des Baudenkmales. Unter § 3 Abs. 2 NDSchG werden Einzeldenkmale und unter § 3 Abs. 3 NDSchG Gruppen baulicher Anlagen und deren Bestandteile ausgewiesen.
- ID: die Objekt-ID des Baudenkmales
- Bild: ein Bild des Baudenkmales, ggf. zusätzlich mit einem Link zu weiteren Fotos des Baudenkmals im Medienarchiv Wikimedia Commons. Wenn man auf das Kamerasymbol klickt, können Fotos zu Baudenkmalen aus dieser Liste hochgeladen werden:

## Zeven

### Gruppe: Gruppe am Markt
Die Gruppe „Gruppe am Markt“ umfasst den Ortskern von Zeven, der sich ab 1141 um das Kloster bzw. die Vituskirche gebildet hatte. Sie hat die ID 31019681.

| Lage                                        | Bezeichnung        | Beschreibung | ID       | Bild           |
| ------------------------------------------- | ------------------ | --- | -------- | -------------- |
| Bäckerstraße 1 53° 17′ 48″ N, 9° 16′ 46″ O  | Park               | Der Park, durch den die Mehde-Aue fließt, besteht aus großen Rasenflächen und einem mehr als 300 Jahre alten Baumbestand. | 31033932 | BW             |
| Bäckerstraße 1 53° 17′ 48″ N, 9° 16′ 50″ O  | Gerichtsgebäude    | Das zweigeschossige verputzte Gebäude wurde von 1840 bis 1841 unter einem Walmdach errichtet. 1934 bis 1935 wurde die Treppe umgebaut. Das Amtsgericht zog 2022 aus. | 31033911 |                |
| Klostergang 3 53° 17′ 49″ N, 9° 16′ 50″ O   | Kloster            | Das zweigeschossige Gebäude aus Feldstein des Nonnenklosters Zeven wurde im 16. Jahrhundert unter einem Satteldach errichtet. Im 18. Jahrhundert erfolgte ein Umbau im Obergeschoss.                                                                                                  | 31033538 | Weitere Bilder |
| Klostergang 6 53° 17′ 49″ N, 9° 16′ 52″ O   | Klosterkirche      | Die Klosterkirche St. Vitus wurde 1141 kreuzförmig als Feldsteingebäude unter einem Satteldach errichtet. 1872 wurde das Gebäude unter der Ägide von Conrad Wilhelm Hase und Ludwig Wege restauriert. Die Ausstattungsgegenstände datieren auf die Zeit des 14. bis 18. Jahrhunderts. | 31033557 | Weitere Bilder |
| Klostergang 8 53° 17′ 49″ N, 9° 16′ 56″ O   | Gefängnis/Schule   | 1866 wurde das zweigeschossige Backsteingebäude mit Mittelrisalit und Zwerchhaus unter einem Walmdach errichtet. Heute wird es als Kindergarten genutzt. | 31033603 |                |
| Klostergang 2 53° 17′ 48″ N, 9° 16′ 50″ O   | Wohnhaus           | Das zweigeschossige Fachwerkgebäude wurde als Pfarrhaus im ausgehenden 18. Jahrhundert unter einem Walmdach errichtet. | 31033517 | BW             |
| Klostergang 2 53° 17′ 47″ N, 9° 16′ 54″ O   | Wirtschaftsgebäude | Das eingeschossige Backsteingebäude wurde um 1900 unter einem Satteldach errichtet. Wegen der Veränderungen wurde das Gebäude ab 2022 nicht mehr im Denkmalverzeichnis geführt. | 50834438 | BW             |
| Bäckerstraße 3 53° 17′ 47″ N, 9° 16′ 55″ O  | Wohnhaus           | Das eingeschossige massive Gebäude wurde als Pfarrhaus um 1920 unter einem Mansarddach errichtet. Wegen der Veränderungen wurde das Gebäude ab 2018 nicht mehr im Denkmalverzeichnis geführt.                                                                                         | 46709965 | BW             |
| Auf dem Berge 1 53° 17′ 47″ N, 9° 16′ 41″ O | Wohnhaus           | Das anderthalbgeschossige massive Gebäude wurde als Wohnhaus des Amtsrichters 1903 auf einem Backsteinsockel und unter einem Krüppelwalmdach errichtet. | 31033862 | BW             |

### Gruppe: Jüdischer Friedhof
Die Gruppe „Jüdischer Friedhof“ hat die ID 31019694.

| Lage                                  | Bezeichnung | Beschreibung | ID       | Bild           |
| ------------------------------------- | ----------- | --- | -------- | -------------- |
| In der Ahe 53° 17′ 47″ N, 9° 17′ 8″ O | Friedhof    | Auf dem Jüdischen Friedhof Zeven befinden sich neun Grabsteine auf dem Friedhof für Verstorbene aus den Jahren von 1886 bis 1934. Die letzte Bestattung war im Jahr 2010. | 31033495 | Weitere Bilder |

### Einzelbaudenkmale
| Lage                                             | Bezeichnung              | Beschreibung | ID       | Bild           |
| ------------------------------------------------ | ------------------------ | --- | -------- | -------------- |
| Altbremer Straße 6 A 53° 17′ 47″ N, 9° 16′ 24″ O | Wohn-/Wirtschaftsgebäude | Zweiständer-Hallenhaus vom Beginn des 19. Jahrhunderts in Fachwerk mit Satteldach | 31033454 | BW             |
| Poststraße 3 53° 17′ 43″ N, 9° 16′ 35″ O         | Posthalterei             | Das eingeschossige Fachwerkgebäude mit Zwerchhaus wurde 1810 unter einem Krüppelwalmdach errichtet. Die Nutzung als Poststation erfolgte bis 1895.                                                                      | 31033744 | BW             |
| Altbremer Straße 7 53° 17′ 46″ N, 9° 16′ 26″ O   | Wohnhaus                 | Die eingeschossige verputzte massive Villa mit einem Mittelrisalit wurde 1896 unter einem Satteldach errichtet. Ein südlicher Anbau ist zweigeschossig.                                                                 | 31033475 | BW             |
| An der Mehde 3 53° 17′ 46″ N, 9° 16′ 26″ O       | Wohnhaus                 | Das 1900 errichtete eingeschossige Backsteingebäude steht unter einem Satteldach und wurde als Oberförsterei genutzt. Heute befindet sich dort der Sprachheilkindergarten.                                              | 31033577 | BW             |
| Bahnhofstraße 20 53° 17′ 22″ N, 9° 16′ 38″ O     | Wohnhaus                 | 1906 wurde das zweigeschossige Backsteingebäude mit Vorbau errichtet. | 31033429 | BW             |
| Lange Straße 14 53° 17′ 38″ N, 9° 16′ 41″ O      | Wohn-/Geschäftshaus      | Das zweigeschossige Backsteingebäude wurde Ende des 19. Jahrhunderts unter einem Mansarddach in Gestalt eines Berliner Dachs errichtet.                                                                                 | 31033641 |                |
| Lindenstraße 6 53° 17′ 43″ N, 9° 16′ 47″ O       | Villa                    | 1905 wurde das eingeschossige massive Gebäude mit Drempel auf einem verputzten Sockel und unter einem Satteldach errichtet. Im Nordosten ist ein Turm mit Spitzhelm integriert.                                         | 31033666 | BW             |
| Lindenstraße 9 53° 17′ 41″ N, 9° 16′ 48″ O       | Hotel                    | Von 1905 bis 1906 wurde das dreigeschossige massive Gebäude mit Fachwerkdrempel unter einem Krüppelwalmdach als Hotel errichtet.                                                                                        | 31033691 | BW             |
| Lindenstraße 11 53° 17′ 41″ N, 9° 16′ 52″ O      | Wohn-/Wirtschaftsgebäude | Das Christinenhaus wurde um 1650 als Fachwerkgebäude unter einem Krüppelwalmdach erbaut. Der zweigeschossige Wohnteil ist quergestellt und nach der schwedischen Königin Christina benannt. Um 1900 erfolgte ein Umbau. | 31033718 | Weitere Bilder |

### Ehemalige Baudenkmale
| Lage                                         | Bezeichnung | Beschreibung | ID       | Bild |
| -------------------------------------------- | ----------- | --- | -------- | ---- |
| Auf dem Graben 3 53° 17′ 33″ N, 9° 16′ 38″ O | Wohnhaus    | Das eingeschossige Fachwerkgebäude wurde im ausgehenden 19. Jahrhundert unter einem Satteldach errichtet. Wegen der Veränderungen wurde das Gebäude 1996 aus dem Denkmalverzeichnis gestrichen. | 31033886 | BW   |
| Bäckerstraße 9 53° 17′ 48″ N, 9° 16′ 59″ O   | Wohnhaus    | Das eingeschossige verputzte Gebäude 1910 auf einem Sandsteinsockel errichtet. Wegen der Veränderungen wurde das Gebäude 1992 aus dem Denkmalverzeichnis gestrichen.                            | 31033404 | BW   |

## Bademühlen

### Gruppe: Wassermühle Bademühlen
Die Gruppe „Wassermühle Bademühlen“ besteht aus der Wassermühle und dem Mühlenteich an der Bade als Wasserreservoir für die Mühle.

| Lage                                       | Bezeichnung | Beschreibung                                                                             | ID       | Bild |
| ------------------------------------------ | ----------- | ---------------------------------------------------------------------------------------- | -------- | ---- |
| Zum Badetal 13 53° 17′ 54″ N, 9° 12′ 55″ O | Mühle       | Backsteingebäude von 1831 mit Krüppelwalmdach, Wasserrad und sechsteiliges Wehr erhalten | 31033768 |      |
| Zum Badetal 53° 17′ 52″ N, 9° 12′ 54″ O    | Gewässer    | Die Bade wird hier durch das Wehr der Mühle zum Mühlenteich aufgestaut.                  | 50055883 |      |

## Brauel

### Gruppe: Ziegelei Heeslinger Straße 3–5
Die Gruppe „Ziegelei Heeslinger Straße 3-5“ bestand neben einem Ringofen aus zwei Wohnhäusern und mehreren Nebengebäuden. Wegen des Fehlens des Ringofens und der Veränderungen wurde die gesamte Gruppe 2021 aus dem Denkmalverzeichnis gestrichen. Sie hatte die ID 49556004.

| Lage                                           | Bezeichnung | Beschreibung | ID       | Bild |
| ---------------------------------------------- | ----------- | --- | -------- | ---- |
| Heeslinger Straße 3 53° 19′ 22″ N, 9° 17′ 0″ O | Doppelhaus  | Das Doppelhaus wurde als eingeschossiges Backsteingebäude unter einem Satteldach um 1900 für Landarbeiter der Ziegelei errichtet.                   | 49555860 | BW   |
| Heeslinger Straße 5 53° 19′ 22″ N, 9° 17′ 0″ O | Wohnhaus    | Das eingeschossige verputzte massive Gebäude unter einem Satteldach wurde 1915 errichtet. Im Inneren befindet sich ein Schlafsaal für die Arbeiter. | 49556057 | BW   |
| Heeslinger Straße 53° 19′ 21″ N, 9° 16′ 57″ O  | Scheune     | 1897 wurden die ursprünglich zwei Backsteingebäude unter einem Satteldach errichtet.                                                                | 49566154 | BW   |